# 東洋的近世
『東洋的近世』（とうようてききんせい）は宮崎市定の著作。1950年に教育タイムス社から出版された、唐宋変革についての宮崎の代表的な著作である。宋代から近世がはじまるとした内藤湖南の説を受け継いでいる。

## 各章の概要
緒論 東洋近世史の意義
西洋史は古代・中世・近世に分類される。中国史では漢帝国までが古代、以後の分裂時代が中世、宋の天下統一からが東洋的近世である。
1 世界と東洋との交通の概観
中国と西アジアは、陸路と海路で結ばれていた。長安は西方からの陸路の関門であり、海上交通の中国の起点は広東だった。隋の時代に大運河で長安と広東が結ばれ、世界的循環交通路の一環となった。
2 中国近世の社会経済
中世の自給自足経済から交換経済へ変化し、農業生産が商品化する。生産が分業化、品質改良される。荘園を耕作する部曲（隷農）は、自由民の佃戸（小作人）になった。
3 中国近世の政治
五代に貴族が没落し、宋代には独裁君主政体が確立した。 官僚は科挙で選ばれる。最終的に殿試で天子が選ぶので、官僚は天子に忠実だった。 この新貴族階級は士大夫と呼ばれる。
4 東洋近世の国民主義
遼は契丹文字を、西夏は西夏文字を、金は女真文字を作り、それぞれの国民主義が起こった。 一方漢民族の国民主義には攘夷思想が加わった。
5 近世の文化
唐までの儒教は訓詁学だった。一方宋学はより自由に経書の本質を追求する。 文学では駢儷体文を否定し白話（口語）文学が隆盛。   水墨画の技法による山水画は、色彩よりも線の面白さを追求する。
結語 東洋の近世と西洋の近世
中国の近世は西洋の近世に先んじた。羅針盤、火薬、印刷術は東洋に起源を見出しうる。一方、後発文明圏であった西洋は、産業革命以後に最近世となり、世界を先進した。

## 内藤湖南の影響
内藤湖南の唐宋変革説の概略は、1922年の「概括的唐宋時代観」や、1947年の『中国近世史』にみることができる。
宮崎自身も「本書の論旨は、先師内藤湖南博士の高説を祖述するところの多いのをことわっておく。」と「はしがき」に書いている。
『東洋的近世』のうち緒論、2章のうちの貨幣論、および3,5章の大半は内藤説によっているとみることができる。

## 論争
1948年、東京大学の前田直典は宋から中世がはじまると論じ、宮崎の『東洋的近世』はそれに反論する形になった。
東京大学の仁井田陞や周藤吉之は、佃戸は小作というより隷農であり、宋代はむしろ中世であると、宮崎に反論した（中国史時代区分論争）。
それに対して宮崎は1971年に「部曲から佃戸へ」を書き、自分の意見をより明瞭にしている。

## 評価
礪波護によると、1950年代半ばにおける日本の東洋史学の発達史を総括した松本善海（東京大学）は、1920年前後の時期に、ページのみいたずらに多い教科書的・参考書的概説書の氾濫の外にあって、一応の史観をもって書かれた概説書として、稲葉岩吉の著書『支那政治史綱領』をあげている。そして、時代区分法を樹立したこれらの新しい見解が学界においては有力となっても、日本における東洋史学が容易に概説書のスタイルを変えなかったのは、それが中国史に限られていて、同じ形で東洋全般を捉えることができなかったためであり、そこまでへの展開には、宮崎市定の著書『東洋的近世』の出現を待つ必要があった、と述べている。

## 収録単行本
最初の教育タイムス社版を除いて、単行本としては、通常他の論文と抱き合わせて出版されている。
- 宮崎市定『東洋における素朴主義の民族と文明主義の社会[注 3]』 平凡社東洋文庫 1989　表題論文を併収
- 宮崎市定『宮崎市定全集 2 東洋史』岩波書店 1994　他に6論文を併収
- 宮崎市定『東洋的近世』中公文庫 1999　他に5論文を併収
- 宮崎市定『アジア史論』 中公クラシックス 2002　他に5論文を併収